# Leszek Wierzchowski
Leszek Antoni Wierzchowski (ur. 10 września 1949 w Zawierciu) – polski polityk, założyciel i przywódca partii politycznej Polski Ruch Monarchistyczny, a także poeta i dramaturg; członek Związku Literatów Polskich w Krakowie.

## Życiorys
Jest absolwentem I Liceum Ogólnokształcącego im. St. Żeromskiego w Zawierciu i Studium Nauczycielskiego w Gliwicach. Ukończył filologię polską z tytułem magisterskim na Uniwersytecie Śląskim w Katowicach.
W latach 70. i 80. pracował jako dziennikarz w czasopiśmie „Poglądy” w Katowicach, w „Żołnierzu Wolności” w Warszawie, a następnie w dwutygodniku „Budowlani” i „Panorama” w Katowicach, czasopiśmie „Konstrukcje” w Warszawie i „Dzienniku Zachodnim” w Katowicach. Był naczelnym redaktorem czasopism: „Echo Czeladzi”, „Śląsko-Zagłębiowskie Nieruchomości” i „Nowa Monarchia”. Należał do Stowarzyszenia Dziennikarzy Polskich.
Jako poeta debiutował wierszem lirycznym „Modlitwa” na łamach polonijnego czasopisma „Naprzód” w Londynie”, a fraszkami miesiąc później w kraju. Wiersze i fraszki publikował na łamach wielu ogólnopolskich, a także regionalnych śląskich czasopism (m.in. „Szpilki”, „Żołnierz Polski”, „Głos Nauczycielski”, „Zielony Sztandar”, „Głos Pracy”, „Tak i Nie”) i na antenie rozgłośni Radia Katowice. 
W latach 70. był współorganizatorem Grupy Poetyckiej im. Wł. Sebyły w Częstochowie oraz literackiego Towarzystwa Wolnistów we Wrocławiu, a także członkiem Korespondencyjnego Klubu Młodych Pisarzy w Katowicach i Klubu Literackiego przy katowickim Oddziale Związku Nauczycielstwa Polskiego. Swoje utwory podpisywał: Leszek Pobóg-Wierzchowski.
Należał do PZPR, a w 1981 wstąpił do „Solidarności”.
Jest członkiem Związku Literatów Polskich. Należy do Górnośląskiego Towarzystwa Literackiego w Katowicach. Jest autorem m.in. poetyckiego dramatu paradokumentalnego – współczesnej epopei „Millenium”, pięcioksięgu fraszek – zbiorów: „Manifest erotyczny”, „Dziwne stany świadomości”, „Imionnik zakochanych”, „Erotyczne przymiarki”, „Sztuka pieszczot”, a także recenzji literackich. Jest właścicielem książkowego Wydawnictwa AUTOR.
Wspólnie ze Sławomirem Leonardem Wysockim opublikował „Herbarz. Nadania godności szlacheckich i arystokratycznych w Polsce 1992-1995” (Wydawnictwo SAPIENTIA, Kraków 1996).
Rodzinnie związany z Zawierciem. Przez wiele lat mieszkał i działał w Gliwicach, Sosnowcu, Dąbrowie Górniczej, a obecnie w Katowicach.

### Działalność w PRM
Partia Leszka Wierzchowskiego Polski Ruch Monarchistyczny, którą założył w 1991, dąży do wprowadzenia dziedzicznej monarchii konstytucyjnej w Polsce. Leszek Wierzchowski został ogłoszony przez nią regentem Polski.
Ogólnopolski i Polonijny Konwent Monarchistyczny również uznaje uprawnienia Leszka Wierzchowskiego do nadawania tytułów szlacheckich i arystokratycznych, czego jednym z dowodów było zawarcie Porozumienia Monarchistycznego między tymi organizacjami w kwietniu 2008 w Łodzi.
Jest także Wielkim Mistrzem założonego przez siebie Zakonu Rycerzy Polskiej Korony. Ponadto prowadzi własną Fundację „Polska Korona” oraz wydaje czasopismo „Nowa Monarchia” jako organ prasowy PRM.
Otrzymał Wielką Wstęgę Orderu Świętego Stanisława z Gwiazdą „za zasługi w działalności społecznej i humanitarnej” od tzw. Kapituły Suwerennego Orderu Świętego Stanisława w Polsce przewodzonej przez Wielkiego Mistrza Orderu Juliusza Nowinę-Sokolnickiego. Został uhonorowany przez Igora Żuka Orderem Króla Daniły Halickiego (14 września 2003 w Pałacu Potockich we Lwowie). 8 września 2006 r. podczas Zjazdu Delegatów PRM w Krakowie został mianowany Generał-majorem przez International Union of Cossacks. Uzyskał tytuł Akademika Międzynarodowej Akademii Informatyzacji (w 1996 r.).
Używa herbu Pobóg.

### Działalność literacka
Leszek Wierzchowski jest autorem m.in. poetyckiego dramatu paradokumentalnego o powstaniu warszawskim, a także o wydarzeniach lat 1968, 1970 i 1980 w Polsce pt. Millenium, czyli Narodziny Solidarności Narodu Polskiego w Gdańsku podczas strajku 1980 roku .Epopeja /I wyd. -1998 r., Zgierz k. Łodzi; II wyd. – 1999 r., Katowice; III wyd. 2023 r., Kraków/. Fragmenty „Millenium” zostały zainscenizowane m.in. przez Jana Machulskiego i Leona Niemczyka w Muzeum Kinematografii w Łodzi. W 2021 roku na  stronie internetowej Google : Leszek Wierzchowski-migielicz.pl został opublikowany tekst "Millenium", wyd. III, ze wstępem Iwony Sułkowskiej  pt. "Dramatyczna epopeja" .
Wydał w Krakowie pięcioksiąg fraszek pt. "Świat skrócony":
- Manifest erotyczny (2002), (II wydanie – 2003), (III wydanie - grudzień 2019)
- Dziwne stany świadomości (2003), (II wydanie – grudzień 2013), (III wydanie - wrzesień 2021)
- Imionnik zakochanych (2004), (II wydanie - czerwiec 2021)
- Erotyczne przymiarki (2009), (II wydanie – grudzień 2014),(III wydanie – listopad 2016)
- Sztuka pieszczot (2011), (II wydanie – październik 2017)

Autor wielu fraszek (ponad 10 tys. poetyckich miniatur), zwłaszcza o tematyce miłosnej, erotycznej, społeczno-obyczajowej, lirycznej, a także filozoficznej (aforyzmy). Na łamach ogólnopolskiego Miesięcznika Literackiego „Akant” (Bydgoszcz) w latach 2005-2010 odbyło się pięć edycji konkursu „Inspiracje Wierzchowskim” na aforyzm, fraszkę lub limeryk, nawiązujących do twórczości Leszka Wierzchowskiego. W 2016 roku odbyła się szósta,  w 2019 roku siódma, w 2021 roku  zainicjowana została ósma,  w 2022 roku dziewiąta, a w 2024 r. dziesiąta  edycja tego konkursu. Łącznie stworzył ponad 24 tys. fraszek
Otrzymał Laur Umiejętności i Kompetencji. Artykuły o jego twórczości ukazały się na łamach prasy literackiej: „Akant”, „Raptularz Kulturalny”, „Śląsk”. Fraszki Wierzchowskiego zostały zamieszczone w antologii klasyków polskiej fraszki pt. Z fraszką przez stulecia (XV-XX wiek) Józefa Bułatowicza (2005), a także w „Antologii „Akantu” 2003-2007” (2007) oraz w almanachu "Kondycja dzisiejszej polskiej poezji” pod redakcją dr Lucyny Smykowskiej-Karaś, Katowice 2017 r.
30 grudnia 2004 zdobył nagrodę Prezydenta Miasta Dąbrowa Górnicza mgr. Jerzego Talkowskiego za osiągnięcia w dziedzinie kultury.
5 listopada 2009 w Łodzi powstał Klub Miłośników Twórczości Leszka Wierzchowskiego.
27 maja 2010 otrzymał nagrodę Prezydenta Miasta Zawiercia Mirosława Mazura za osiągnięcia w dziedzinie twórczości.
W 2011 r. został wybrany na Sekretarza Oddziału Wojewódzkiego Związku Literatów Polskich w Katowicach.
Biografia Leszka Wierzchowskiego została zamieszczona w "Encyklopedii osobistości Rzeczypospolitej Polskiej", IV./2018 r., BPH -BRITISH PUBLISHING HOUSE LTD, ISBN 978-1-912100-30-9.
15 lutego 2024 r. otwarto Izbę Pamięci Leszka Wierzchowskiego w Zawierciu. 